# Dům U Jelena (České Budějovice)
Dům U Jelena, nebo také Brandnerův dům, je měšťanský dům v ulici Dr. Stejskala č.p. 113/2, v Českých Budějovicích, který stojí na rohu ulice Dr. Stejskala a jižní strany náměstí Přemysla Otakara II., v městské památkové rezervaci v Českých Budějovicích. Je chráněnou kulturní památkou. Název domu se novodobě vžil podle v roce 1998 objeveného sgrafita na fasádě.

## Historie
Původně gotický dům byl v 2. polovině 16. století (za majitele Filipa Fischera) přestavěn v renesančním stylu, na přelomu 18. a 19. století prošel úpravami. V letech 1960 až 1965 prošel renovací. V roce 1998 byla opravena fasáda.

## Popis
Dům má klenuté podloubí. Na fasádě jsou fragmenty sgrafit z 2. poloviny 16. století. V zadní části domu je malý (novodobě průhledně zastřešený) dvorek s pavlačí a studna krytá nerozbitným sklem. V bývalém sklepení je restaurace.

## Galerie

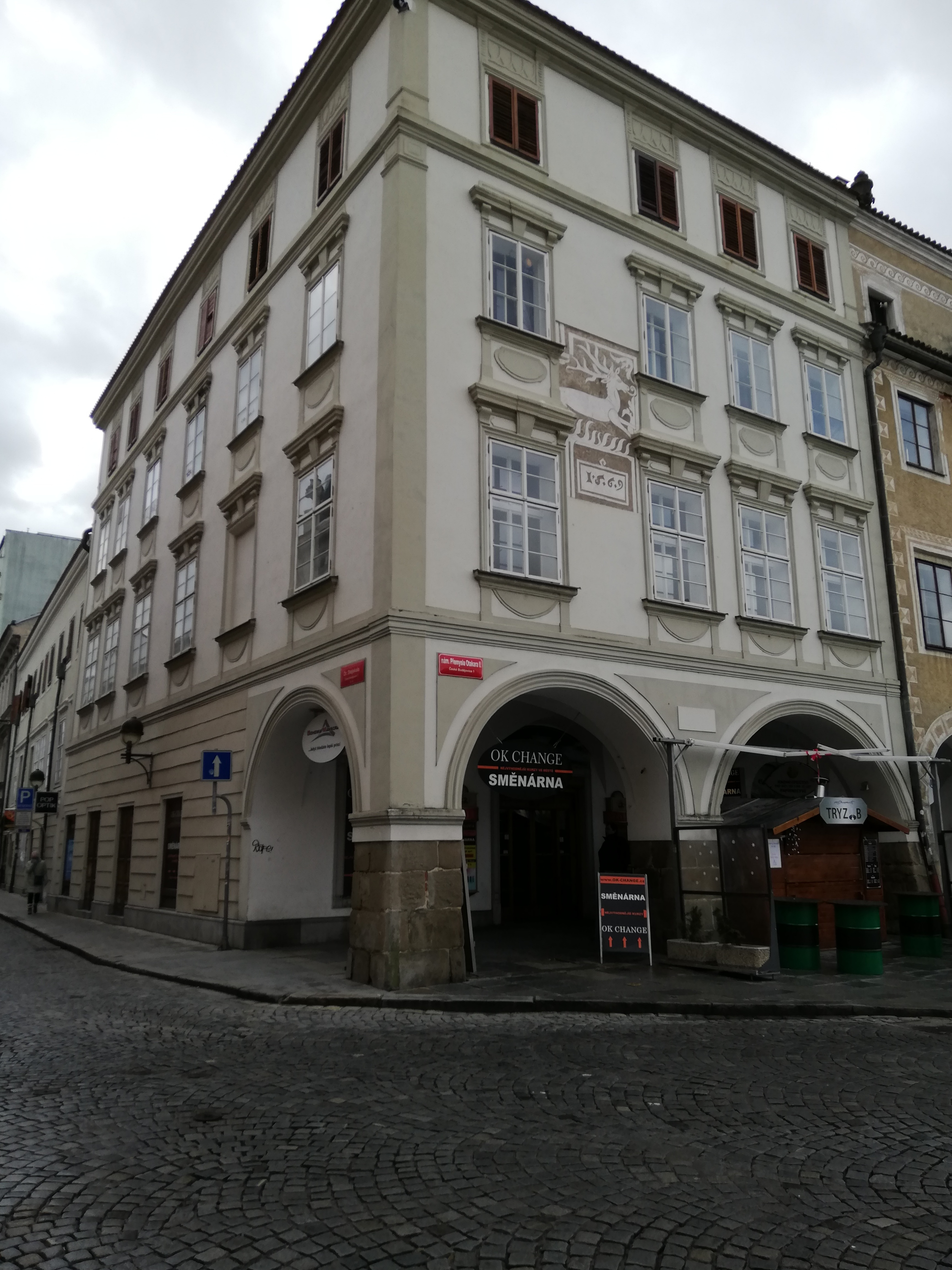
Nároží domu
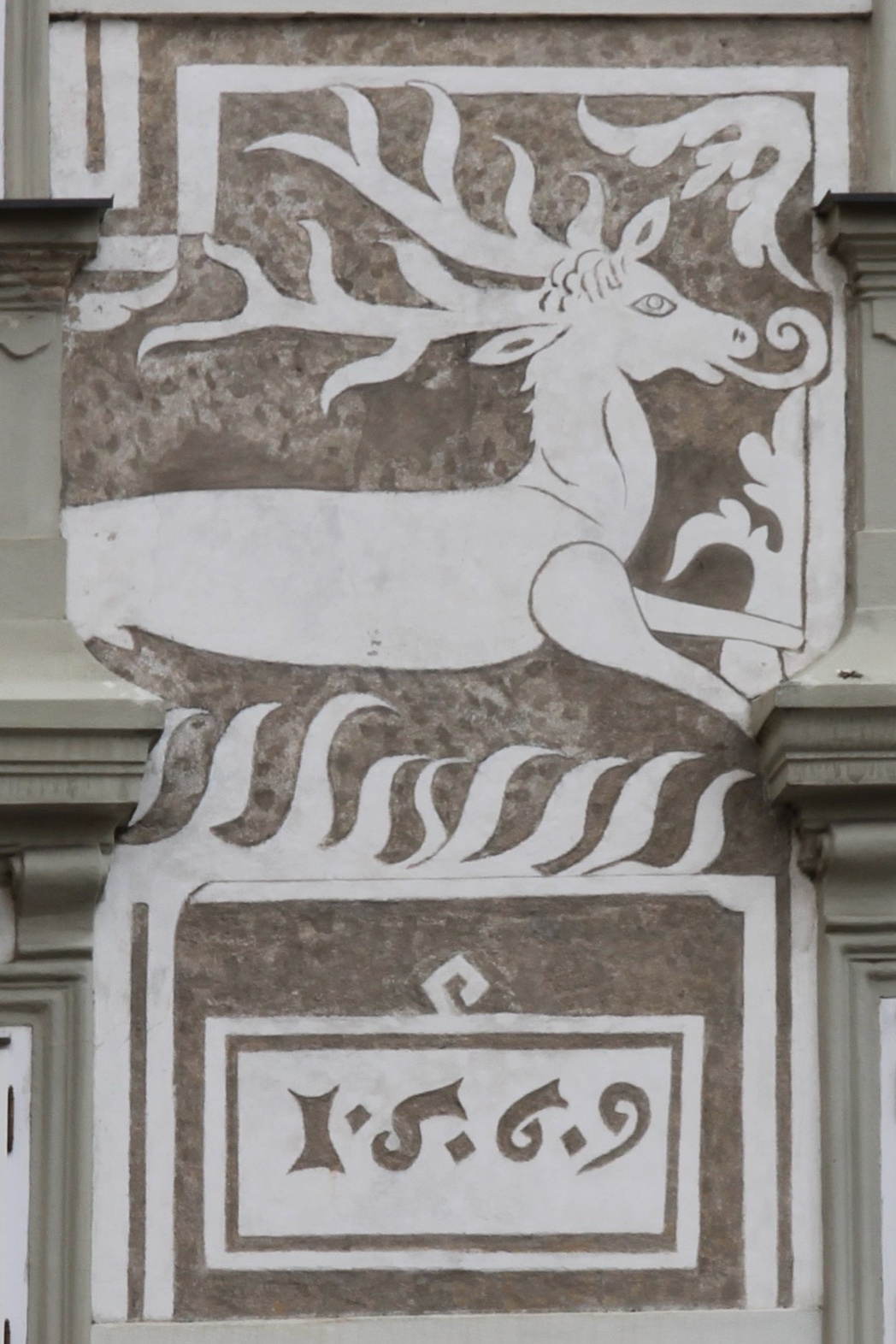
Detail sgrafita
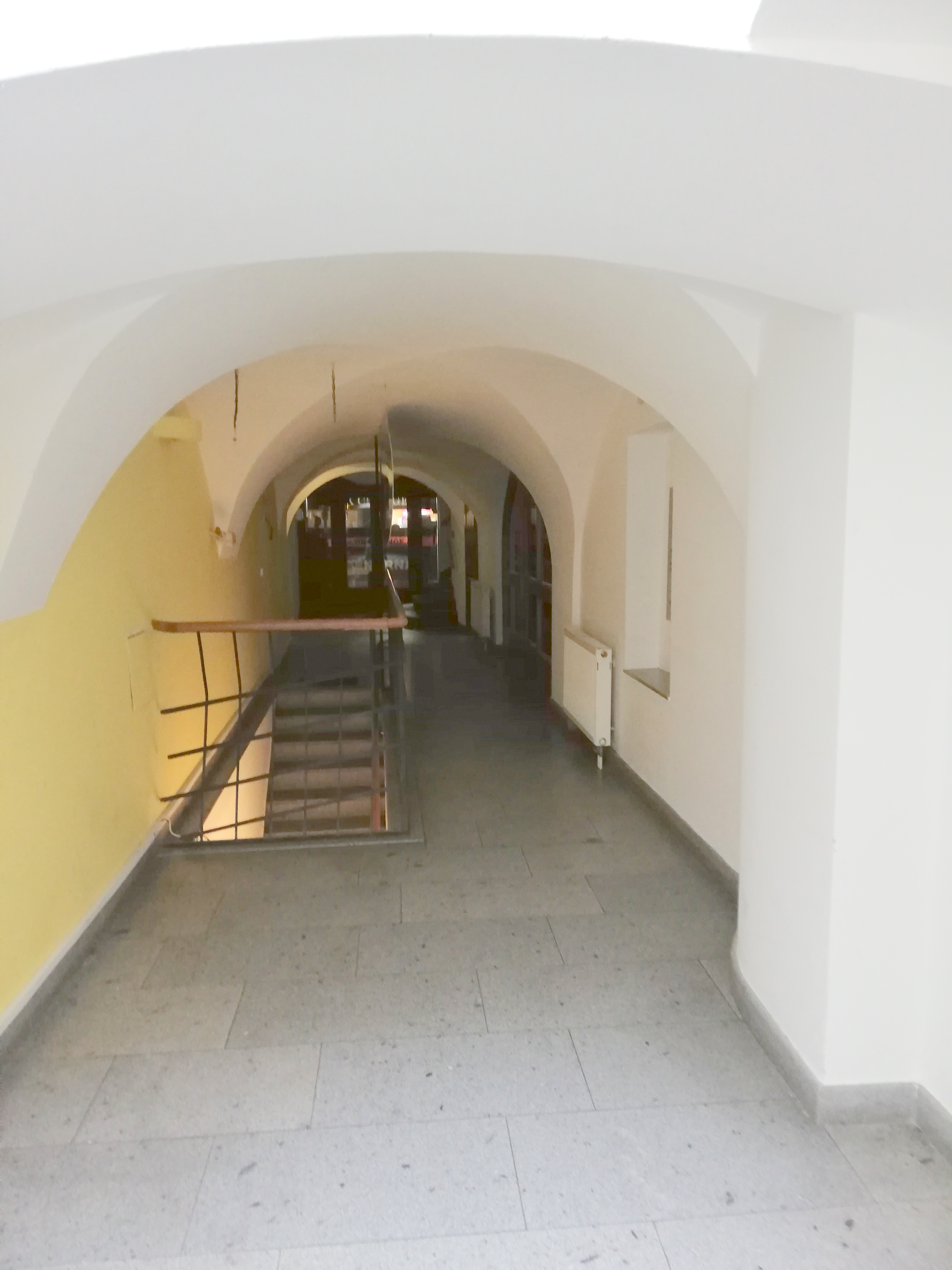
Přízemí domu
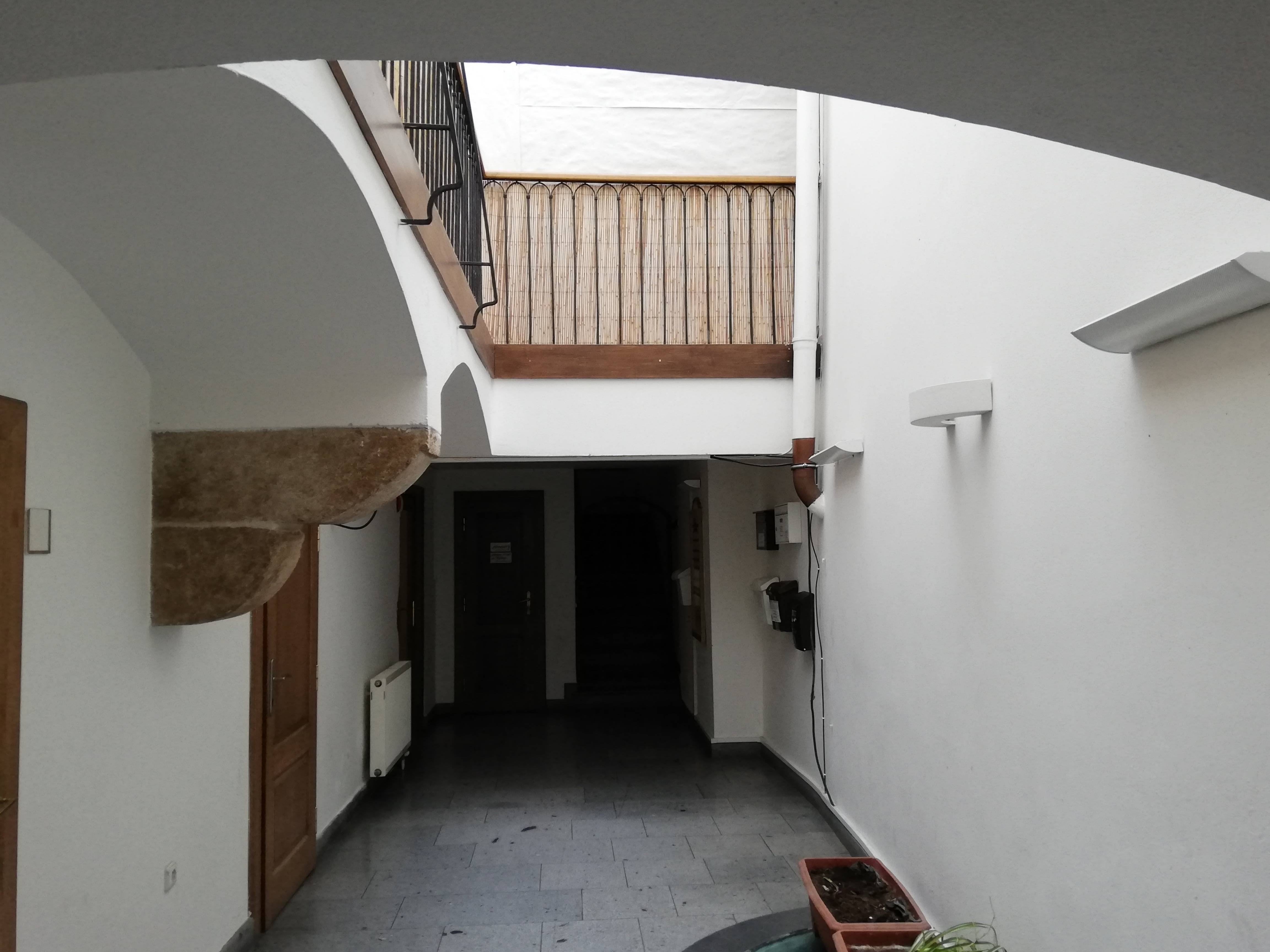
Dvorek domu
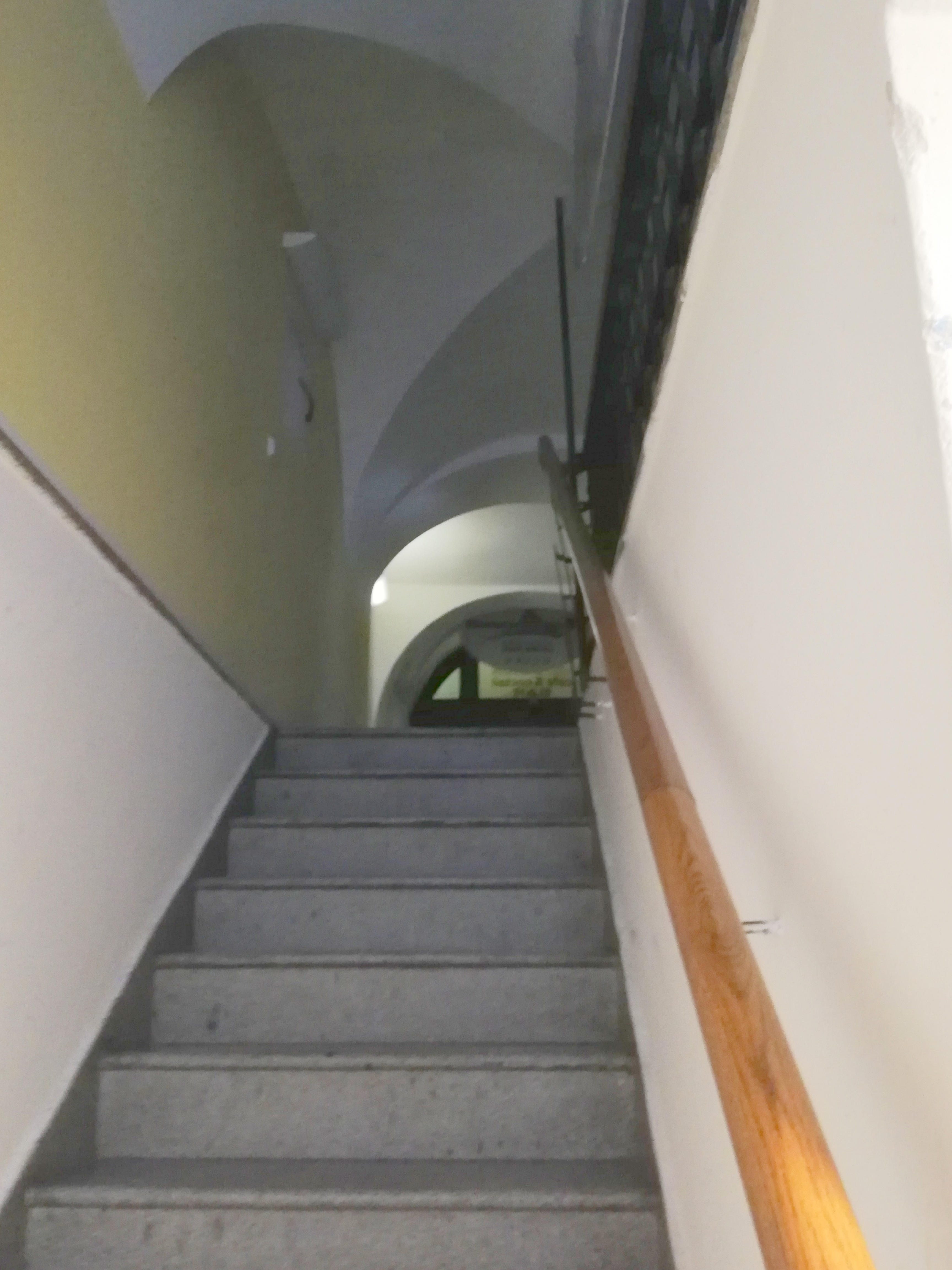
Schodiště domu
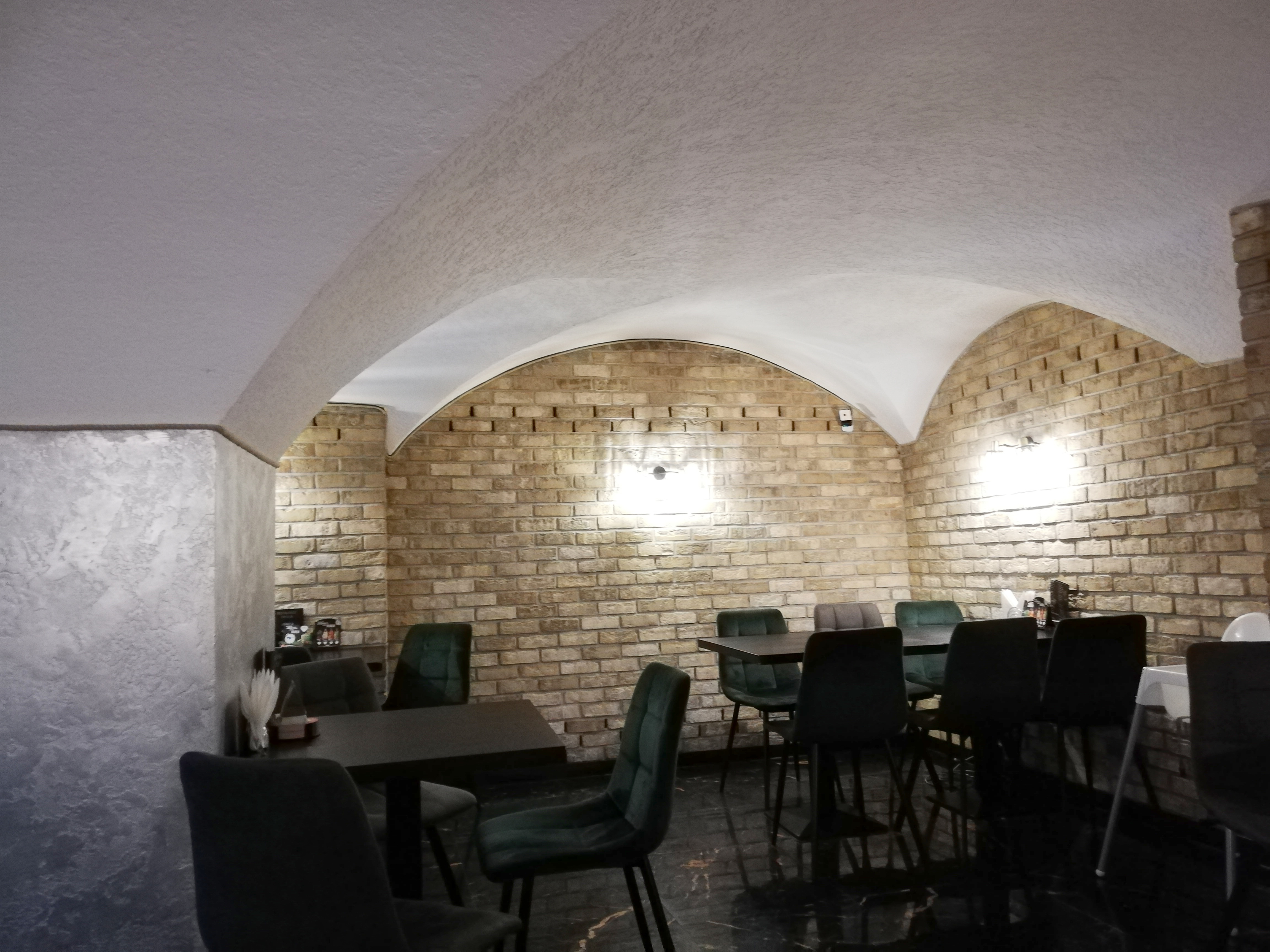
Bývalé sklepení domu